# Stalbridge
Stalbridge és la més petita ciutat i parròquia civil de Dorset, Anglaterra, situada a la vall del Blackmore Vale, a prop de la frontera amb Somerset. Al cens del 2011, la parròquia civil –que inclou el petit assentament de Stalbridge Weston al sud-oest– tenia 2.698 habitants i 1160 famílies. Les ciutats més properes són Sturminster Newton, a 6,4 km a sud-est, Sherborne, 9,7 km a oest i Shaftesbury, a 11 km a nord-est. Està situat en una baixa cresta de pedra calcària, a un quilòmetre a l'oest del riu Stour, que forma la frontera. Va esdevenir oficialment una ciutat l'abril de 1992. De 1863 fins a 1966 va tenir una estació a una desapareguda línia de Bath a Bournemouth.
Hi ha hagut un assentament romà, però la creació del poble data de l'època anglosaxona. Sota el regne d'Eduard I (1239 – 1307) va rebre el dret de mercat. El nucli antic, amb molts edificis que daten del segle xvii al xix en la típica pedra calcària local, és un paisatge urbà protegit. L'església de la Mare de Déu data principalment del segle xix, amb uns elements del segle xiv-xv

## Monuments destacats
- La creu del mercat
- La rectoria del segle xvii
- Thornhill House (±1730), segona residència del pintor James Thornhill en estil pal·ladianista, probablement dissenyat pel mateix pintor.[3]
- El portal monumental del desaparegut Manor of Stalbridge on el científic Robert Boyle va viure uns anys

## Persones destacades
- Douglas Adams (1952-2001), escriptor i dramaturg
- Robert Boyle (1627-1691), físic i químic
- Rachel Lloyd (1975), activista per als drets i la rehabilitació de nenes víctimes de tràfic de dones